# Palazzo Massimo alle Colonne

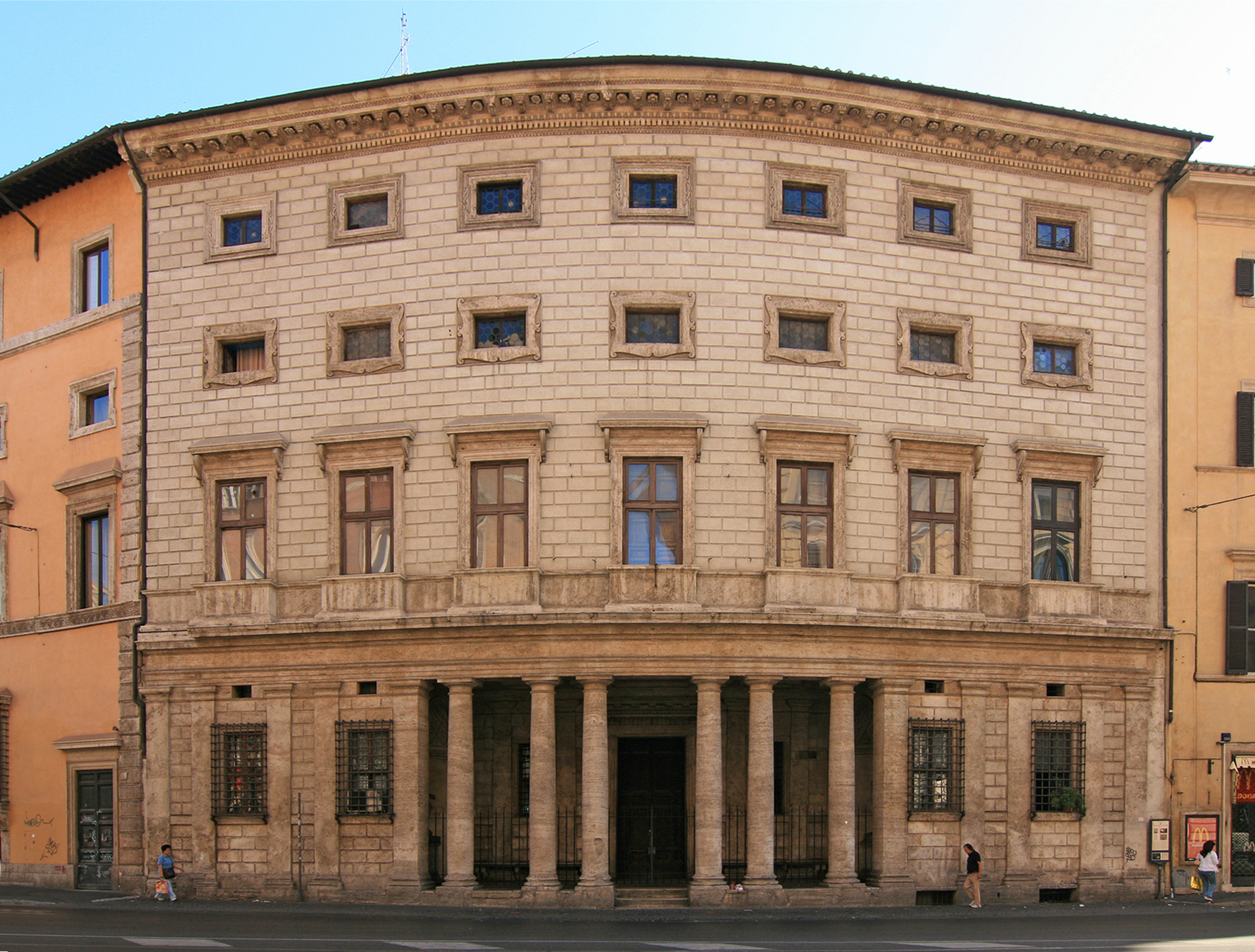
Palazzo Massimo alle Colonne, Hauptfassade

Der Palazzo Massimo alle Colonne ist ein Palast in Rom am Corso Vittorio Emanuele II. im Stadtteil Parione. Er bekam seinen Namen von der charakteristischen Fassade mit der Portikus mit einer Säulenreihe (italienisch: colonne).

## Geschichte
In der Antike stand hier vermutlich das Odeum des Domitian, ein von Kaiser Domitian errichtetes Odeon. Von ihm hat sich noch eine Säule auf der Rückseite des Palazzo Massimo, im rückwärtigen, Palazetto genannten Flügel an der Piazza de’Massimi, erhalten.
Ein Palast der Familie Massimo wurde erstmals 1462 als Domus Maximorum erwähnt. Dieser Palast wurde 1527 beim Sacco di Roma niedergebrannt.
Ab 1532 bis 1536 ließ Pietro Massimo den heutigen Palast durch Baldassare Peruzzi neu errichten, der zu den wichtigsten Bauwerken des Manierismus gezählt wird. Er besteht aus einem Komplex mit zwei Innenhöfen und gehört bis heute den Fürsten Massimo.

## Äußeres

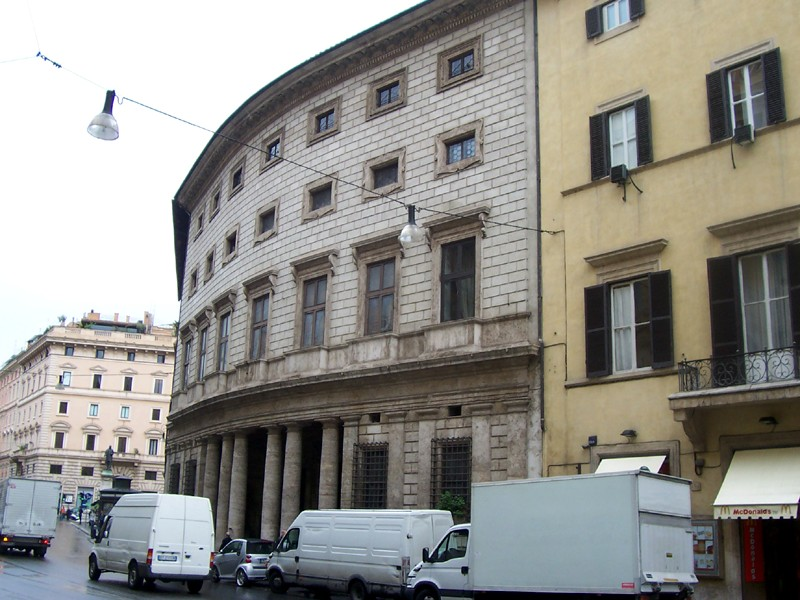
Die gekrümmte Fassade entlang des Corso Vittorio Emanuele II.

Der Palazzo Massimo besteht aus drei Bauteilen. Die gekrümmte Fassade entlang des Corso Vittorio Emanuele II bildet vermutlich die Form des Odeiums des 1. Jahrhunderts ab. Das Untergeschoss der Hauptfassade öffnet sich in einer Portikus mit sechs paarweise angeordneten Säulen. Die Wände im Anschluss werden durch Pilasterpaare gegliedert. Über dem ersten Hauptgeschoss folgen zwei Halbgeschosse mit kleinen fast quadratischen Fenstern. Peruzzi durchbrach mit der rhythmisch inszenierten Fassade die Regeln der Renaissance und schuf eine der ersten Fassaden des Manierismus. Die Fassade wurde 2002 renoviert.

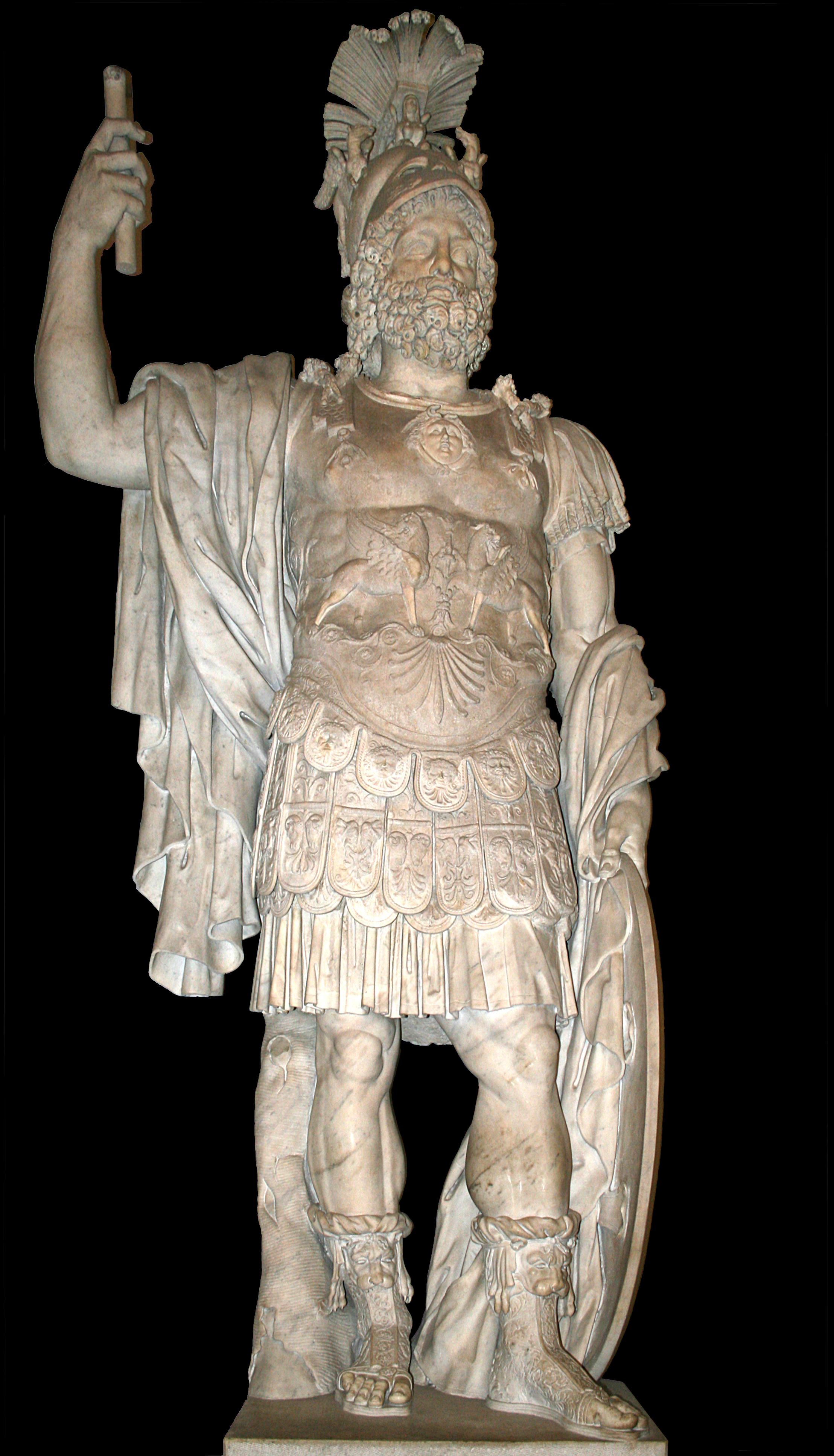
Einst im Hof befindliche Statue des Mars (Pyrrhus)

Das links anstoßende Gebäude wird Palazzo Massimo di Pirro genannt, da sich in seinem Hof eine antike Statue befand, die man wegen der Elefanten auf ihrem Brustpanzer für Pyrrhos I. hielt; 1738 wurde sie an Papst Clemens XII. verkauft und befindet sich heute als Statue des Mars in den Kapitolinischen Museen. Links dieses Gebäudes befindet sich die bereits 1186 erwähnte kleine Kirche San Pantaleo, daneben führt eine kleine Gasse, Vicolo della Cuccagna, zur Piazza Navona. An der Gasse liegt ein mittelalterliches Gebäude, das zu den wenigen in Rom zählt, die nicht von Renaissance oder Barock überformt wurden. 

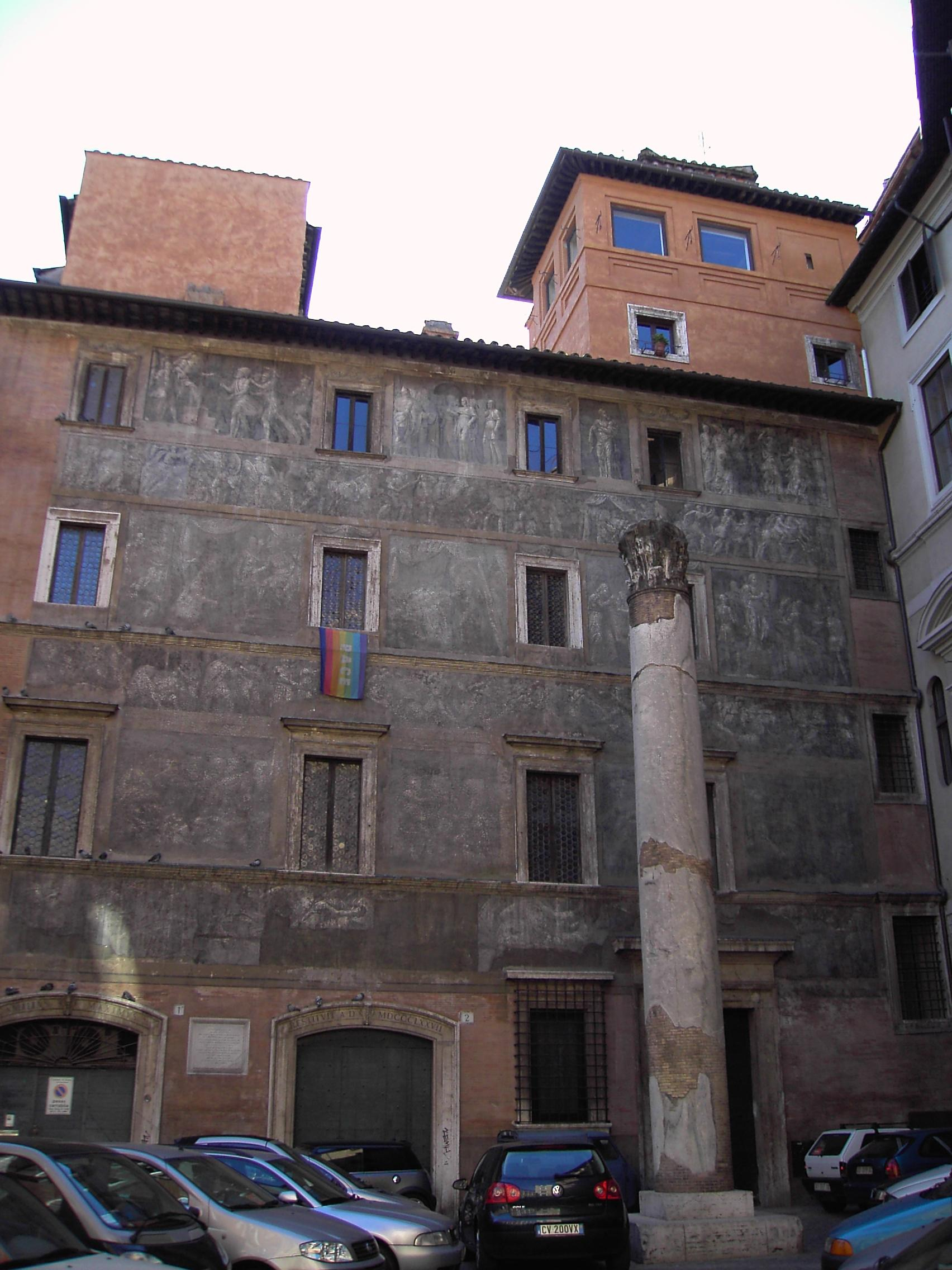
Palazetto Massimo an der Piazza de’Massimi, mit antiker Säule des Odeium und Resten der Wandmalerei von Daniele da Volterra

Der rückwärtige Flügel wird Palazzo Massimo istoriato oder Palazetto Massimo genannt und wurde ab 1532 durch Giovanni Mangone errichtet, einen Schüler des Antonio da Sangallo. Anlässlich der Hochzeit von Angelo Massimo mit Antonietta Planca Incoronati wurde der Palazetto mit monochromer Malerei dekoriert, vermutlich von Daniele da Volterra, die 1877 restauriert wurde.

## Inneres
In der Eingangshalle befindet sich eine reich gestaltete Stuckdecke. Die prunkvoll ausgestatteten Räume enthalten unter anderem eine mit Fresken verzierte Decke von Daniele da Volterra, die das Leben des Quintus Fabius Maximus Verrucosus darstellen, dessen Nachfahren die Massimos zu sein behaupten, was als Legende gelten kann, selbst wenn diese sich – wie Camillo Massimo, Marchese di Roccasecca (1770–1840), dem Kaiser Napoleon I. auf dessen Nachfrage versicherte – „in der Familie seit 1200 Jahren hartnäckig hält“. In den Innenräumen, die nicht zu besichtigen sind, hat sich die reiche Ausstattung des 16. Jahrhunderts vorzüglich erhalten. Der Palast wird von der Familie Massimo bewohnt.
Über einen Gang mit Tonnengewölbe erreicht man den ersten Hof. In seiner Mitte befindet sich ein 1620 von Battista Rossi und Giovanni Battista Solari geschaffenes Nymphäum. Über einen weiteren Gang erreicht man den zweiten Hof mit einer barocken Ausstattung und zwei Granitsäulen, die vermutlich aus dem Tempel der Isis stammen. 
In dem nördlich anschließenden Palazetto Massimo bzw. dessen Vorgängerbau sollen 1467 die Deutschen Sweynheym und Pannartz ihre Druckerei in Rom eingerichtet haben, die innerhalb von sieben Jahren 12.475 Inkunabeln druckte, darunter zahlreiche Erstausgaben antiker Texte.

## Das Wunder des Philipp Neri
Der Heilige Philipp Neri soll 1583 den seit Monaten schwer erkrankten vierzehnjährigen Paolo Massimo, Sohn von Baron Fabrizio Massimo, täglich besucht haben. Am Tag des Todes von Paolo hatte er sich jedoch verspätet. Es soll Neri jedoch gelungen sein den Toten durch intensives Gebet wieder zum Leben zu erwecken, um ihm die Beichte abzunehmen, bevor er dann endgültig verstarb. Das Sterbezimmer wurde in eine Kapelle umgewandelt und ist zum Todestag am 16. März auch für die Öffentlichkeit geöffnet.